# Тітков
Тітков (рум. Titcov) — село у повіті Бреїла в Румунії. Входить до складу комуни Фрекецей.
Село розташоване на відстані 171 км на схід від Бухареста, 33 км на південний схід від Бреїли, 100 км на північний захід від Констанци, 48 км на південь від Галаца.

## Населення
За даними перепису населення 2002 року у селі проживали 582 особи, з них 581 особа (99,8%) румунів. Усі жителі села рідною мовою назвали румунську.